# Bill Morris
Pour les articles homonymes, voir Morris et Bill Morris (baron Morris de Handsworth).
Pas d'image ? Cliquez ici

a Compétitions nationales et continentales officielles uniquement.

b Matchs officiels uniquement.
William James Bunce Morris dit Bill Morris, né le 16 juin 1941 à Melbourne, est un joueur de rugby à XV qui a joué avec l'équipe du pays de Galles évoluant au poste de deuxième ligne. 

## Biographie
Bill Morris dispute son premier test match le 6 février 1965, contre l'équipe d'Écosse, et son dernier test match fut contre l'équipe de France,  le 26 mars 1966. Il joue en club avec le Wrexham RFC puis New Brighton avant de jouer pour le Newport RFC de 1963 à 1969. Morris connaît également huit sélections avec les Barbarians de 1965 à 1969, disputant notamment un test match contre la Rhodésie en 1969.

## Palmarès
- Vainqueur du Tournoi des Cinq Nations en 1965 et 1966

## Statistiques en équipe nationale
- 2 sélections en équipe nationale
- Sélections par année : 1 en 1965, 1 en 1966
- Tournois des Cinq Nations disputés :  1965, 1966